# Socialismo libertario

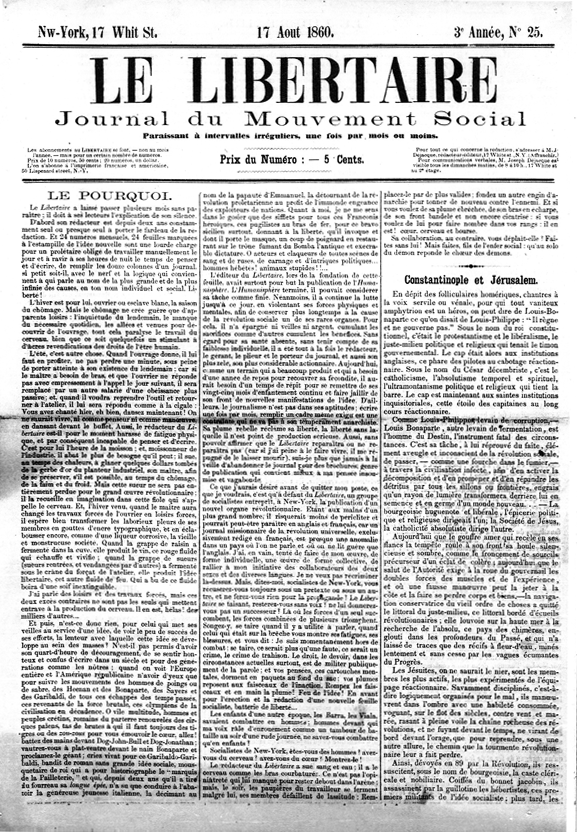
Prima pagina del quotidiano Le Libertaire, giornale diretto da Joseph Déjacque, edizione del 17 agosto 1860

Il socialismo libertario, conosciuto anche come socialismo anarchico o socialismo autogestionario, spesso direttamente sfumato nell'anarchismo, con il quale in molti Paesi è direttamente identificato erroneamente come anarco-socialismo, è una corrente del filone politico di matrice socialista. La sua componente peculiare, oltre alla giustizia sociale che caratterizza tutte le sottospecie della corrente socialista, consiste appunto nel libertarismo di sinistra (da non confondersi con altre dottrine liberali, alle quali si oppone per molti dei suoi principi), inteso come il valore politico e sociale fondamentale da perseguire e, simbolicamente, donare a tutti gli individui.
Ciascuno, senza ledere la libertà degli altri individui, deve essere totalmente libero di organizzare direttamente la propria vita, secondo i propri desideri e senza il condizionamento di vincoli morali, religiosi o sociali.

## Storia
La prima persona che si auto-descrisse come libertaria è stata Joseph Déjacque, uno dei primi anarco-comunisti francesi. La parola ha origine dal francese libertaire, e venne successivamente utilizzata per evadere il bando imposto dal governo francese alle pubblicazioni anarchiche. Nel contesto del movimento socialista europeo, il termine libertario viene convenzionalmente utilizzato per descrivere quelli che si oppongono al socialismo di stato, come ad esempio il pensatore e rivoluzionario anarchico Michail Bakunin.
Negli Stati Uniti d'America, il movimento nato negli anni 1970 comunemente noto come libertarianismo (libertarianism) segue una filosofia capitalista; per questo lo storicamente precedente termine socialismo libertario, originato da una traduzione franco-inglese, viene ritenuto nel caso statunitense insensato, inconsistente e contrario alla realtà dei fatti. Molti anti-autoritari ancora si lamentano di quello che vedono come una erronea associazione del capitalismo al libertarismo negli Stati Uniti d'America. Noam Chomsky lo descrive che, "un libertario coerente si deve opporre alla proprietà privata dei mezzi di produzione e della schiavitù al salario che è una componente di questo sistema, come incompatibile con il principio che il lavoro debba essere liberamente intrapreso e messo sotto controllo del produttore".
Il socialismo libertario è un'ideologia con diverse interpretazioni, anche se certi punti di convergenza generali possono essere trovati in qualcuna delle sue molteplici incarnazioni. Alcuni sostenitori auspicano un sistema di distribuzione centrato sui lavoratori che si distacchi radicalmente dall'economia capitalistica (socialismo).. Secondo le loro proposte, questo sistema economico dev'essere realizzato in modo da tentare di realizzare la massima libertà degli individui e minimizzare la concentrazione di potere o autorità (libertarismo). I socialisti libertari hanno una forte avversione per la coercizione, che spesso li porta a rifiutare lo Stato e ad abbracciare l'anarchismo. Gli aderenti cercano di raggiungere questo scopo attraverso la decentralizzazione del potere politico ed economico, abitualmente attraverso la socializzazione e l'autogestione di gran parte delle maggiori proprietà ed imprese, spesso attraverso l'anarco-sindacalismo. I libertari negano l'"estinzione" marxiana dello Stato e rifiutano la proprietà statale (nazionalizzazione) dei mezzi di produzione, che condurrebbe alla sottomissione del proletariato nei confronti della classe statale che, dopo la borghesia, diverrebbe la nuova classe sfruttatrice (secondo i libertari, quindi, nessun socialismo di Stato è realmente "socialismo").

Il socialismo libertario ritiene illegittime la maggior parte delle forme di proprietà privata economicamente significative, dal momento che, a differenza degli anarcocapitalisti americani, vede i rapporti di proprietà capitalisti come forme di dominazione che sono antagonistiche rispetto alla libertà individuale. In un capitolo sulla storia del socialismo libertario, l'economista radicale Robin Hahnel racconta che il periodo di maggiore impatto del socialismo libertario si ebbe a cavallo tra il XIX e il XX secolo, protraendosi poi sino agli anni quaranta del Novecento; 
All'inizio del XX secolo, il socialismo libertario era una forza potente tanto quanto la socialdemocrazia e il comunismo". L'Internazionale libertaria - fondata con il Congresso di Saint Imier qualche giorno dopo la rottura tra marxisti e libertari al Congresso dell'Internazionale Socialista dell'Aia nel 1872 - si batté con successo per più di cinquant'anni contro social-democratici e comunisti al fine di conquistare la fedeltà degli attivisti anticapitalisti, dei rivoluzionari, dei lavoratori e dei membri di sindacati e partiti politici. I socialisti libertari ebbero un ruolo cruciale nel corso della Rivoluzione messicana del 1911. Venti anni dopo la fine della Prima Guerra Mondiale, i socialisti libertari erano ancora sufficientemente forti da ritrovarsi alla testa di quella che sarà la rivoluzione anticapitalistica di maggior successo che le economie industriali abbiano mai conosciuto, la Rivoluzione sociale che scosse la Spagna repubblicana nel 1936-1937.

## Idee e correnti
In considerazione della particolare enfasi attribuita alla libertà dell'uomo e contro i condizionamenti, di carattere materiale e sociale (povertà, indigenza), che ad essa possono derivare, il socialismo libertario ha una particolare attenzione anche per il concetto di giustizia sociale oltre che di libertà.
Correnti considerabili in qualche modo afferenti al socialismo libertario sono:
- l'anarchismo (nelle sue forme del mutualismo, dell'anarco-collettivismo, dell'anarco-comunismo, dell'anarco-sindacalismo e in alcune forme dell'anarco-individualismo)
- il marxismo d'ispirazione libertaria (nelle molteplici correnti politiche facenti capo al pensiero di Paul Mattick, Rosa Luxemburg e Karl Liebknecht: lo spartachismo, il marxismo consiliarista, il luxemburghismo, il comunismo di sinistra, l'operaismo, il situazionismo, il movimento di Socialisme ou Barbarie, ecc.)
- lo zapatismo ed il neo-zapatismo
- il socialismo ghildista
- il Comunalismo bookchiniano (derivato dalle teorie congiunte del municipalismo libertario e dell'ecologia sociale)
- il Confederalismo Democratico (ideato da Abdullah Öcalan e direttamente ispirato alle idee di Bookchin)
- il Partecipismo (derivato dalle teorie congiunte dell'economia partecipativa, detta ParEcon, e della politica partecipativa, detta invece ParPolity)
- la Democrazia inclusiva

Sono talvolta considerate come socialiste libertarie anche le correnti anti-capitaliste e libertarie sviluppatesi in seno alle frange più radicali del liberalismo classico, come il liberalismo agrario, il federalismo repubblicano, il sistema del georgismo, facente capo al pensiero del filosofo politico ed economista Henry George, ed il Freiwirschaft di Silvio Gesell. Per quanto spesso sia associato con la sinistra rivoluzionaria o estrema, il socialismo libertario non rientra tuttavia nel tradizionale spettro politico. Anche in lingua italiana a volte "socialismo libertario" è usato come sinonimo dell'anarchismo, sebbene in realtà l'anarchismo ne costituisca una componente, o secondo altre interpretazioni, che sottolineano la stessa nascita del termine libertario da penna anarchica, e la base teorica proudhoniana comune con quella anarchica, viceversa.
Nelle sue forme collettivista e comunista (anarco-collettivismo anarchico, comunismo libertario o anarco-comunismo) l'ideologia pone enfasi sulla costruzione di una società non statale, e superando il modello cooperativisitico e redistributivo sostiene la collettivizzazione dei mezzi di produzione e la messa in comune delle risorse, secondo il principio comunistico "da ognuno secondo le proprie capacità, ad ognuno secondo i propri bisogni". Uno dei primi teorici di una sorta di "socialismo libertario" fu il primo anarchico ad autodefinirsi tale, Pierre-Joseph Proudhon. Ricordiamo inoltre, in questo ambito, Simone Weil.
Il "socialismo libertario" propugna l'abolizione dello Stato e di tutte le autorità gerarchiche, si oppone alle forme coercitive dell'autorità e della gerarchia sociale, è a favore del superamento del capitalismo e per una società autogestionaria che consenta un migliore soddisfacimento dei bisogni materiali e immateriali degli esseri umani, per un maggiore rispetto dell'ambiente e per un riscatto dei paesi in via di sviluppo . Sostiene l'autogestione, la democrazia diretta, l'autonomia dei movimenti sociali, la decentralizzazione o la distribuzione del potere, la rivoluzione in tutti gli aspetti della vita umana, compreso quello delle relazioni sociali.
La definizione di "socialismo" secondo la scuola di pensiero del socialismo libertario consiste in campo economico ne "i mezzi di produzione in mano, in possesso o in proprietà dei produttori" e in campo amministrativo "le decisioni che riguardano tutti prese da tutti". La parola "socialista" fu originariamente utilizzata per raggruppare "tutti quelli che credono nel diritto dell'individuo al possesso di ciò che egli produce". Va ricordato che la maggior parte dei libertari siano socialisti, non tutti i socialisti sono libertari.
Il comunismo libertario non deve essere considerato sinonimo del socialismo libertario. Esso è un ramo particolare all'interno del socialismo libertario.
I socialisti libertari sostengono l'abolizione della proprietà capitalista dei mezzi di produzione e dello Stato, considerandoli istituzioni dannose e non necessarie, credendo al posto di queste nei diritti di proprietà-possesso e di libera associazione dei produttori.
Dagli anni ottanta a tutt'oggi si registrano sincretismi tra il socialismo libertario ed alcune correnti del liberalismo radicale, così come alcuni elementi del socialismo libertario sono rintracciabili nel Partito Radicale degli anni '70 e nei Radicali Anarchici.